# Анже-1 (кантон)
Анже-1 (фр. Angers-1) — кантон во Франции, находится в регионе Пеи-де-ла-Луар, департамент Мен и Луара. Входит в состав округа Анже.

## История
Кантон Анже-1 был создан в 1973 году и упразднен в 1985, его территория была включена в состав кантона Анже-Нор-Эст. В результате административной реформы 2015 года кантон Анже-Нор-Эст был упразднен и вновь образован кантона Анже-1.

## Состав кантона с 22 марта 2015 года
В состав кантона входят центральные кварталы города Анже.

## Политика
С 2021 года кантон в Совете департамента Мен и Луара представляют вице-мэр Анже Розалин Бьянвеню (Roseline Bienvenu) (Разные правые) и сенатор, член муниципального совета Анже Эмманюэль Капю (Emmanuel Capus) (Agir).
|                | Кандидаты                            | Партия                   | Первый тур | Первый тур     | Второй тур | Второй тур |
| Кол-во голосов | Кандидаты                            | Партия                   | % голосов  | Кол-во голосов | % голосов  |            |
| -------------- | ------------------------------------ | ------------------------ | ---------- | -------------- | ---------- | ---------- |
|                | Розалин Бьянвеню Эмманюэль Капю      | Правоцентристский блок   | 3 608      | 41,12          | 5 730      | 62,77      |
|                | Ромен Лаво Софи Факель               | Левый блок — Зелёные     | 2 726      | 31,07          | 3 398      | 37,23      |
|                | Кристиан Жийе Рем Ридан              | Разные правые            | 1 794      | 20,45          |            |            |
|                | Мари-Элен Дюпон Ролан-Шарль Пьетрини | Национальное объединение | 646        | 7,36           |            |            |

|                | Кандидаты                              | Партия                  | Первый тур | Первый тур     | Второй тур | Второй тур |
| Кол-во голосов | Кандидаты                              | Партия                  | % голосов  | Кол-во голосов | % голосов  |            |
| -------------- | -------------------------------------- | ----------------------- | ---------- | -------------- | ---------- | ---------- |
|                | Кристиан Жийе Фредерика Друэ-д’Обиньи  | Правый блок             | 5 426      | 45,56          | 6 703      | 60,12      |
|                | Натали Паран Флориан Шовен             | Социалистическая партия | 2 938      | 24,67          | 4 446      | 39,88      |
|                | Пьер-Огюстен Гийерме Бланден де Виттон | Национальный фронт      | 1 520      | 12,76          |            |            |
|                | Виржини Брошар Венсан Дюлон            | Европа Экология Зелёные | 1 247      | 10,47          |            |            |
|                | Марк Гикель Кристин Фураж              | Левый фронт             | 779        | 6,54           |            |            |